# Рыбы (созвездие)
Ры́бы (лат. Pisces) — большое зодиакальное созвездие, лежащее между Водолеем и Овном. Ярчайшие звёзды Рыб образуют две цепочки: «Северную Рыбу» (около Андромеды) и «Западную Рыбу» (между Пегасом и Водолеем). Их соединяет звезда Альриша (α Рыб), что по-арабски значит «бечёвка».
Наиболее яркие звёзды 3,6; 3,7 и 3,8 визуальной звёздной величины. Альфа Рыб расположена в юго-восточном углу созвездия и представляет собой визуальную двойную; её довольно яркие компоненты разделены расстоянием в 2,6″. В 2° к югу от δ Рыб находится Звезда ван Маанена, вероятно, ближайший к нам одиночный белый карлик (удалённый на 13,8 светового года). Также в созвездии расположена спиральная галактика М 74, крупнейшая из наблюдаемых плашмя (блеск 9,4 зв. вел., угловой диаметр 10'). В западной части созвездия находится одна из ярчайших углеродных звёзд TX Рыб (19 Рыб), имеющая тёмно-красный цвет.

## Астеризмы
В созвездии часто выделяют два астеризма: Северная рыба (три звезды — τ, υ и φ) и Западная рыба (семь звёзд — γ, κ, λ, 19, ι, θ и 7). Последний астеризм в арабской традиции называется также Венец.

## Наблюдение
В Рыбах находится точка весеннего равноденствия. Солнце находится в созвездии с 12 марта по 18 апреля. Наилучшие условия для наблюдений в северном полушарии — в сентябре—октябре.

## История
Древнее созвездие. Включено в каталог звёздного неба Клавдия Птолемея «Альмагест».
В греческой мифологии упоминается бегство в Египет олимпийских богов, напуганных чудовищным Тифоном. Там они, спасаясь, превратились в различных (как правило, частичных) животных, и, в частности, Афродита — в рыбу. В позднейших поэтических толкованиях вместе с ней превратился в рыбу и её сын Эрот, что и нашло отражение на небе в виде созвездия.